# Carretera de Collblanc
La carretera de Collblanc és una avinguda de l'Hospitalet de Llobregat que comença a la Riera Blanca, que fa de frontera amb Barcelona, i acaba amb la del  municipi d'Esplugues de Llobregat. Segueix el traçat l'antiga Carretera Reial de Madrid que va fer construir Carles III entre 1763 i 1765, actual N-340.

## Història
Fins al segle xviii, l'antic camí de Collblanc es coneixa com a Camí de Dalt, per oposició al Camí de Baix, l'antic camí de Provençana, actual carretera de la Bordeta, carrers de Sant Eulàlia i Major de l'Hospitalet, que va en direcció a Cornellà i Sant Boi. Just a Collblanc, el Camí de Dalt es trobava amb el de la Travessera, que discorria des de Sant Andreu per la part alta del Pla de Barcelona. A la cruïlla hi havia hagut una creu de terme –potser, en origen, una fita més antiga. Des dels Inforcats, el tram més curt de la Via Augusta coincideix des d'època medieval, amb l'antic Camí Ral, que va ser la ruta per anar a Tarragona i al centre de la Península fins que va ser substituït per la Carretera Reial al segle xviii.
Tocant a la frontera municipal amb Sants, el comú de l'Hospitalet va rebre en donació el 1727 un hostal, que també feia de botiga i fleca, i que encara que no es pot assegurar, sembla que estava en la cantonada de la carretera i l'actual carrer del Progrés, aleshores, la cruïlla dels camins d'Esplugues i la Travessera. Al seu costat es van anar alineant alguns altres edificis, protagonitzant el pas de carretera a carrer.
La Carretera Reial fou construïda en la dècada del 1760 seguint aproximadament el traçat de l'antic camí de Barcelona a Esplugues. Discorria entre camps de cereals i vinyes, masies i casalots, entre els quals destaquen la Pubilla Casas, Can Rigalt, Ca n'Oliveres (ja a Esplugues), i fins a la seva desaparició Cal Capellà (a Pubilla Casas). El 1867 es va construir la Torre Barrina,una residència d'estiueig, amb uns jardins molt extensos. Entre finals del segle xviii i els primers anys del xix a la carretera de Collblanc era tradició fer-hi parada per la Fira de Bens, que se celebrava entre la tarda de Dijous Sant i el migdia de Divendres Sant, aprofitant la fira que es feia a la capital catalana, al passeig de Sant Joan, on ramaders i pastors d'arreu de les rodalies portaven els seus ramats a vendre. El xai era el protagonista d'aquesta festa en record de la Pàsqua jueva.
La carretera de Collblanc era una de les vies d'accés a Barcelona venint del sud i els ramaders feien parada el dia abans de fer la fira de Barcelona, per descansar i rendabilitzar les transaccions. Els ramats se situaven a banda i banda de la carretera, en el tram comprès entre el passatge de La Riera, a tocar dels burots i dels límits del terme municipal, i el carrer de Llobregat. Com en la majoria de fires, venedors d'altres rams aprofitaven la concentració de gent per vendre els seus productes. Els forners de la zona feien una coca coneguda com les coques de be. Els xais que es compraven aquest dia, s'engreixaven 50 dies fins a la segona Pàsqua o Pàsqua Granada, quan es sacrificaven per servir a taula. Durant aquests 50 dies era freqüent veure xais pels camps del barri, que encara no estava edificat com en l'actualitat.
El 1825 s'instal·là una indústria química a la carretera de Collblanc, aprofitant que era un paratge ben comunicat amb Sants i poc poblat, i el 1838 se li afegí una altra. El 1845 hi havia una manufactura tèxtil. Vers el 1876 es construí una canalització d'aigua que arribava a la carretera, cosa que va permetre la instal·lació de fàbriques diverses, com ara tres bòbiles el 1889, el Fum d'Estampa (una fàbrica de tints, 1901) i Rosich (una fàbrica d'hules, 1902).
A mitjans del segle xix ja hi havia 22 cases a la carretera, on vivien 75 famílies. El 1900 ja hi havia una cinquantena d'habitatges, on residien tres-centes persones. La mostra de que Collblanc era llavors un apèndix de Sants és que el 1878 es construí el cementiri d'aquella localitat tocant a la Carretera. A partir del 1896 s'inicià la urbanització dels terrenys situats al sud de la carretera i s'aturà el creixement urbanístic al llarg d'aquesta. El 1895, Esteve Creus i Frederic Bessacier proposaren urbanitzar els carrers Creus (més tard, Llobregat) i Fondevila (Progrés) i Besa, al sud de la carretera de Collblanc, i perpendiculars a aquesta. El 1898 foren Silvestre Pujós i Francesca Costa els que obriren carrers per sota de la carretera.
Entre el 1870 i el 1900 existien una dotzena de cases disperses al llarg del camí de la Riera Blanca. El 1902 també s'inicià la urbanització de l'altre extrem del turó, la Torrassa, i aviat es va veure que l'alineament dels dos nous vials no eren adequats al futur creixement de la zona, i, per tant, van patir un gir d'uns quants graus, que encara és visible en l'inici del carrer del Progrés.
Durant la Guerra Civil, es va construir un refugi antiaeri al núm. 63, que fou descobert arran de les obres rehabilitació de la Torre Barrina. No se sap si es correspon amb el refugi de la Torre Barrina, situat igualment a la Carretera de Collblanc i que encara existeix actualment. Podria tractar-se del número 7 que apareix al plànol de 1940 de refugis hospitalencs.

### Capella de la Mare de Déu de la Mercè
Durant el segle xvii s'hi va construir una capella que estava dedicada a la Mare de Déu de la Mercè, i l'any 1888 es concedí permís per afer-hi la missa dominical. Es tractava d'una capella molt petita (5 x 10 m). La façana semblava tenir restes de decoració esgrafiada, un òcul i un petit campanar de cadireta. Es tractava de la capella d'una masia, Can Saurí, de la que l'edifici que es veu a mà dreta a la imatge podria ser una part. La capella, dedicada a la Mare de Déu de la Mercè, apareix citada en documents des de principis del segle xix, tot i que probablement fos construïda al xvii o xviii. L'any 1920 esdevingué tinença parroquial, i cinc anys després es posava la primera pedra del nou temple. Tres mesos més tard, encara en obres, esdevingué seu de la nova parròquia de Sant Ramon Nonat.

### Hostal de Collblanc
El 1684, Miquel Oliver de la Torre sol·licità un permís per a establir un hostal i poder vendre-hi qualsevol mercaderia, en un tram del Camí de Dalt al seu pas per Collblanc, i el comú de l'Hospitalet li concedí el permís l'any 1693. El negoci va prosperar i ben aviat es va conèixer amb el nom d'Hostal de Collblanc o Hostal de la Creueta, per la creu de terme que hi havia prop de l'hostal. Va patir atacs greus durant el setge de Barcelona de 1714 i, especialment, durant la Guerra del Francès, l'any 1808. A més d'hostal fou també botiga, taverna i fleca. Era un edifici senzill, amb un pati, un cobert, un menjador i un altell on s'hi dormia sobre la fusta o en la pallissa que hi havia al costa, on també hi havia les cavallerisses. El negoci de l'hostal va anar baixant en paral·lel amb la puixança dels hostals i tavernes de Sants i Hostafrancs i amb l'aparició de més oferta pels voltants. Segons sembla, l'hostal formava una renglera de cases que estaven enretirades de la carretera de Collblanc i el 1852 oferia un aspecte ruïnós que no convidava a entrar-hi i menys a quedar-s'hi a passar la nit.
Va continuar funcionant fins al 1852, quan l'Ajuntament el va treure a subhasta. Des d'aquest data, va passar per diferents mans i tenir diferents usos: va ser una fàbrica de fòsfors, habitatge, taverna, botiga o sastreria. Finalment, l'any 1922 va rebre el permís d'enderrocament i va desaparèixer alguns anys més tard. Segons algunes fonts, l'antic hostal estaria situat al núm. 47 o 49, a la cantonada amb el carrer del Progrés.

### Burots
A partir de l'octubre de l'any 1880, es va crear els fielatos o burots, nom popular que rebien les casetes de cobrament d'impostos municipals sobre el tràfic de mercaderies, que es van mantenir fins a l'any 1962. Un gran pont de pedra salvava el pas de les aigües de la Riera Blanca i feia de delimitació entre els termes de l'Hospitalet i de Barcelona. A l'entrada d'aquest darrer hi havia una gran tanca corredora que arribava a l'amplada de la carretera.

### Estació receptora de La Canadenca
El 1914 es construí el transformador d'electricitat de l'empresa Riegos y Fuerza del Ebro, que era el final de les línies d'alta tensió que travessaven el Samontà hospitalenc. En aquesta central es transformava l'electricitat de 110.000 a 25.000 volts i s'hi subministrava a bona part de Barcelona.

### Metro
El 1969 es va inaugurar l'estació de metro de Collblanc (aleshores San Ramón)  com a capçalera del primer tram de la Línia 5, fins que el 1982, amb la reorganització dels números de línies i canvis de nom d'estacions, va adoptar el nom actual. A l'estació de la L9/L10 del metro de Barcelona hi fan parada trens de la L9 Sud i la L10 Sud. La L9 es va posar en funcionament el 12 de febrer del 2016. L'arribada de la línia 10 es va acabar produint el 8 de setembre del 2018, i aquesta mateixa estació va esdevenir-ne la capçalera de la línia, de forma temporal.

## Patrimoni arquitectònic
Al llarg de la Carretera de Collblanc es poden trobar diversos edificis i emplaçaments amb un destacat valor històric i arquitectònic
- Casa pairal de la Pubilla Casas[8]
- Estació receptora de La Canadenca[9]
- Can Rigalt
- La Torre Barrina, o la Marquesa
- Refugi de la Guerra Civil de la carretera de Collblanc[10]
- Cementiri de Sants[11]
- Gratacel de l'Hospitalet o Casa Pons[12]
- Antiga capella de la Mare de Déu de la Mercè[6]
- Rellotge de sol de la casa de la carretera de Collblanc, 28[13]
- Edifici de la carretera de Colblanc, 28[14]
- Edifici de la carretera de Collblanc, 48[15]
- Edifici de la carretera de Collblanc, 50[16]
- Edifici de la carretera de Collblanc, 23-25[17]
- Edifici de la carretera de Collblanc, 27[18]
- Edifici de la carretera de Collblanc, 47-49[19]
- Edifici de la carretera de Collblanc, 51[20]
- Edifici de la carretera de Collblanc, 53[21]
- Edifici de la carretera de Collblanc, 57[22]